# Франческо Айец
Франческо Айец (на италиански: Francesco Hayez) е италиански художник, водещ представител на романтизма в средата на XIX век. Той е известен със своите портрети, с големите си исторически платна и политически алегории.

## Биография
Айец произхожда от сравнително бедно семейство във Венеция. Баща му е от френски произход, а майка му е от островите Мурано. Франческо е най-малкото от пет деца. Отгледан е от сестрата на майка си, която е омъжена за Джовани Бинаско – заможен собственик на кораби и колекционер на картини. От ранна възраст Франческо показва склонност към рисуване и затова чичо му го праща да чиракува при реставратор на художествени произведения. По-късно става ученик на художника Франческо Маджото, с когото остава в продължение на три години. Приет е в курса по рисуване в Новата академия за изящни изкуства през 1806 г., където учи при Теодоро Метеини. През 1809 г. печели състезание, организирано от Венецианската академия, което му донася едногодишно обучение в Академията „Св. Лука“ в Рим. Той остава в Рим до 1814 г., когато се мести в Неапол, където получава поръчка от Жоашен Мюра за шест големи платна, изобразяващи Одисей в двора на Алкиной. В средата на 30-те години Айец посещава салона „Салото Мафей“ в Милано, организиран от Клара Мафей (чийто портрет Айец рисува за съпруга ѝ). През 1850 е назначен за директор на местната галерия.
Айец живее дълъг и плодотворен живот. Рисува както историческа живопис, която разпалва патриотичните чувства на патроните му, така и картини, отразяващи желанието му да включи в Неокласицизма големи теми с библейски или литературен сюжет. Освен това рисува и сцени от театрални постановки. Корадо Ричи го описва в началото като класик, който след това еволюира в стил на емоционална врява. Забележимо в творчеството му отсъстват олтарни творби.
Портретите му притежават наситеността на Енгър и на Назарените. Често седящ, обектът често е строг, често е в черни и бели дрехи, с малко или никакви накити. Освен благородничеството, Айец рисува и артисти и музиканти. На по-късен етап в кариерата си работи и с фотографи.
Една от любимите му теми е полуоблечената жена. Te често, като неговите одалиски, представят емоционалността на ориенталските теми, което е любима тема на романтичните художници. Изобразяването на хареми му позволява да рисува теми, които не са широко приети в собственото му общество. Дори неговата Мария Магдалена е повече чувствена, отколкото религиозна.
„Целувката“ е една от най-известните му картини сред неговите съвременници. Двойката, изобразена на платното, не изисква познаване на митологията или литературата, за да бъде интерпретирана, и има модерен вид.
Оценката на творчеството на Айец е затруднена от това, че художникът често не надписва или датира картините си. Често датата е тази, на която картината е закупена, а не тази на създаването ѝ. Освен това Айец често рисува същата композиция повече от веднъж, като разликите са минимални или изобщо ги няма.
Сред учениците на Айец в Академията са Карло Белджойозо, Аманцио Катанео, Анджело Пиетрасанта, Алесандро Фокози, Франческо Валаперта, Телио Мила Измаеле, Карло Антонио Тавела, Джовани Батиста Ламперти, Антонио Сило и Ливо Пекора.

## Галерия
- „Аристотел“ (1811)
- „Унищожаването на храма в Йерусалим“ (1867)
- „Кръстоносци близо до Йерусалим“ (1836 – 50)
- „Седмият кръстоносен поход преди Йерусалим“ (1838 – 1850)
- „Бегълци от Парга“ (1831)
- „Сицилианска вечерня, първа сцена“ (1821 – 22)
- „Сицилианска вечерня, трета сцена“ (1821 – 22)
- „Освобождението на Витор Писани“ (1840)
- „Последни мигове на дож Марин Фалие (1867)
- “Последната целувка на Ромео и Жулиета" (1823)
- „Нова любимка в харема“
- „Гола жена“
- „Рут“ (1835)
- „Мария Магдалена“ (1825)
- „Одалиска“ (1867)
- „Жена след баня“ (1859)
- „Одалиска с книга“ (1866)
- „Меланхолично замислена“ (1842)
- „Медитацията“ (1851)
- „Самсон и лъвът“ (1842)